# Castello della Bastardina
Il castello della Bastardina è un fortilizio situato nel comune italiano di Agazzano, in provincia di Piacenza.
É situato nella zona pedemontana tra la val Luretta e la val Tidone non lontano dal corso del torrente Tidone. Il nome del castello deriva da quello di una fortificazione militare valdostana, la Bastarda, che presenta similitudini a livello strutturale con la Bastardina.

## Storia
Come testimoniato da alcuni elementi stilistici, il castello fu probabilmente costruito dal ramo di Sarmato della famiglia Scotti, in epoca tardomedievale, sul finire del XV secolo, più per questioni relative al prestigio della casata che per ricoprire funzioni difensive. Nel 1549 il maniero venne venduto dal conte Gaspare Scotti a Gian Maria Anguissola; il contratto di vendita prevedeva, però, che il castello sarebbe stato riscattato dallo Scotti entro nove anni dalla sua cessione. Ritornato proprietario dell'edificio, Gaspare Scotti lo cedette nuovamente, il 28 gennaio 1558, a Marsilio Cremaschi. Nel 1636 il complesso subì ingenti danneggiamenti ad opera delle truppe spagnole che avevano invaso il territorio piacentino.
Nel 1667 la famiglia Cremaschi vendettero l'edificio a Rutilio Trissino e ai suoi fratelli, esponenti della famiglia Trissino da Lodi che, spostatasi nella zona di Piacenza nel 1513, aveva accumulato il possesso di diversi beni tra Settima, San Giorgio e Santa Franca; gli acquirenti si impegnarono davanti alle autorità locali a ben conservare il castello. In quello stesso anno l'edificio fu sottoposto a consistenti interventi di restauro. Nel 1700 il duca di Parma e Piacenza promosse a contea la Bastardina, insieme alle limitrofe Mirabello e Grintorto, a vantaggio di Francesco e Carlo Trissino, i quali ebbero anche garantito il diritto di trasmissione del titolo ai loro eredi maschi.
Nei primi anni dell'Ottocento ai conti Trissino venne concesso di organizzare nel feudo con cadenza annuale una fiera dedicata al bestiame, da svolgersi per tre giorni ogni settembre. Nello stesso periodo venne costruito intorno all'edificio un giardino all'italiana, poi rivisto nelle forme nel 1905 da parte di Luigi Ghezzi.
Nel Novecento la proprietà del castello è passata all'avvocato Carlo Fabbri, marito della contessa Clelia Trissino, ultima discendente della famiglia. Negli ultimi anni del secolo il castello venne trasformato in golf club e dotato di un campo a 9 buche, poi chiuso dopo la messa in liquidazione del club, avvenuta nel 2015.

## Struttura
Il castello, realizzato completamente in mattoni, presenta una pianta rettangolare dotata di torri angolari a base quadrata, oggetto nel 1667 di un'operazione di abbassamento; sempre in quell'anno una delle torri angolari venne riadattata a campanile del costruendo oratorio della Santa Croce. Un'ulteriore torre si trova nei pressi dell'entrata principale, originariamente dotata di ponte e ponticello levatoi, all'incirca a metà della facciata. Parte del complesso è circondata da un fossato con acqua, mentre è presente un giardino all'italiana di epoca ottocentesca.
Al di sotto della torre d'ingresso, sul cui archivolto si trova uno stemma in pietra dei Trissino e sui cui lati si aprono alcune feritoie, è presente il cortile a cui si accede superando l'arco d'ingresso. Il cortile è dotato di un porticato a nove fornici di fattura cinquecentesa. Dal porticato si accede, tramite una scalinata di gusto barocco, al piano nobile dell'edificio, nel quale sono presenti alcuni ambienti decorati ad affresco, tra cui la galleria dipinta nel XVIII secolo da Gian Battista Ercole Vinceslao.
Nelle vicinanze dell'ingresso si trova uno spazio che, in periodo post-medievale, svolse la funzione di corte rurale, con un oratorio e diversi edifici rustici in buone condizioni di conservazione.